# Edmon Maria Garreta
Edmon Maria Garreta OCist (* 15. Januar 1921 in Barcelona als José Garreta; † 1. Mai 2017 in Santa Cristina d’Aro) war ein spanischer Zisterzienser und von 1954 bis 1966 erster Abt der wiederbelebten Zisterzienserabtei Poblet.

## Leben
Garreta absolvierte 1936 das Kolleg der Salesianer Don Boscos in Sarria und engagierte sich in der Katholischen Aktion. Zunächst 1940 in das Priesterseminar von Barcelona eingetreten, entschied er sich 1944 Novize im erst vier Jahre zuvor wiederbelebten Kloster Poblet zu werden. Dort legte er mit dem Ordensnamen Edmon Maria am 11. November 1945 die einfache, am 13. November 1948 die ewige Profess ab. Zur Vorbereitung für seine am 2. April 1949 empfangene Priesterweihe studierte er ab 1945 Theologie im Kloster Hauterive. Anschließend studierte Garreta von 1951 bis 1953 in Rom Kirchenrecht. Am 1. Oktober 1953 wurde er zum Konventualprior gewählt. Generalabt Sighard Kleiner spendete ihm in seinem 34. Lebensjahr am 4. Juli 1954 die Abtsbenediktion.
Nachdem Garreta 1966 sein Abbatiat zurücklegte, wurde er 1967 mit drei seiner Mitbrüder zur Neugründung des Zisterzienserklosters Solius ausgesandt, wo er von 1987 bis 1999 als Prior wirkte und am 1. Mai 2017 starb.